# Turbocompresseur
Pour les articles homonymes, voir Turbo.

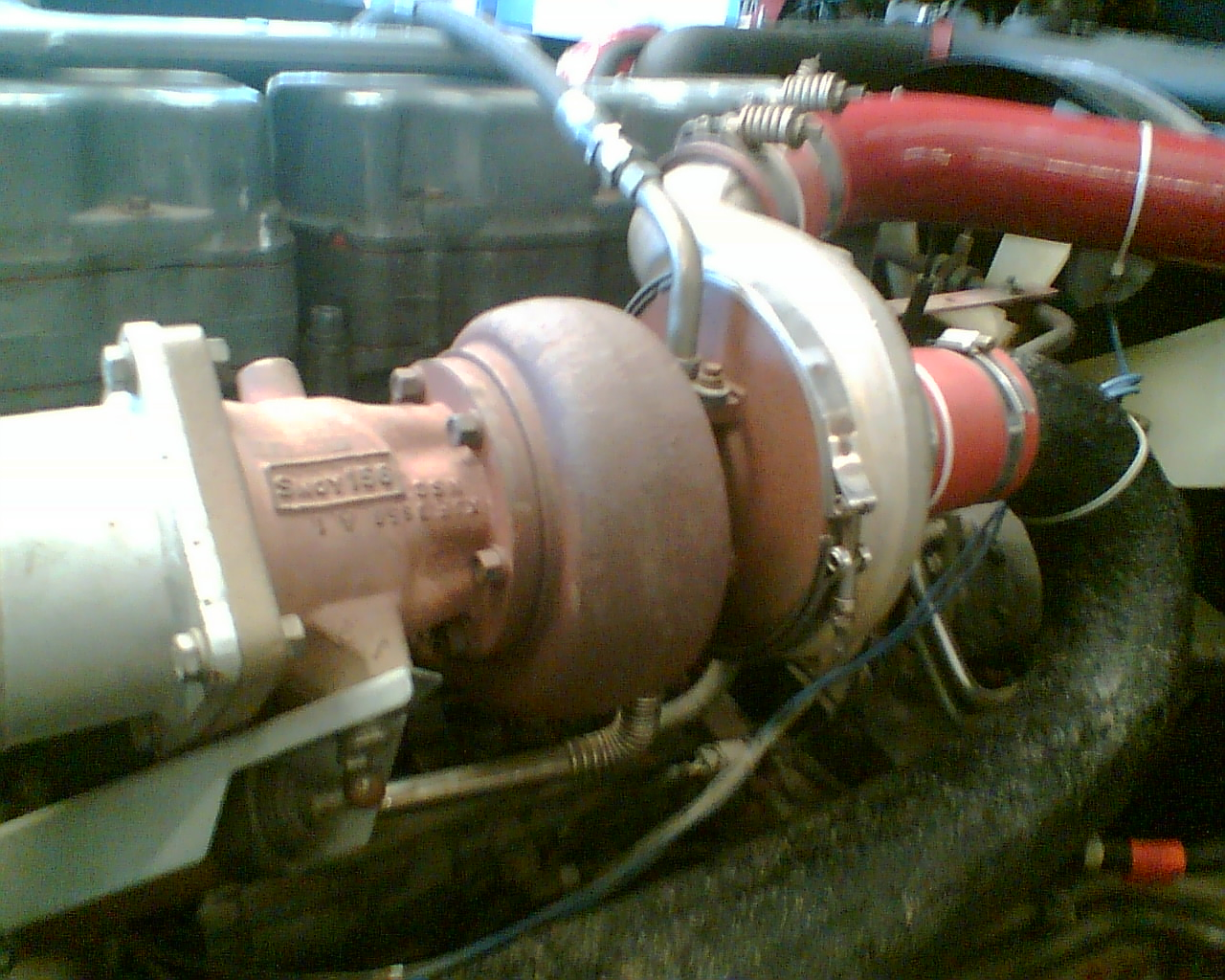
Turbocompresseur sur un moteur de poids lourd (Renault Magnum).

Un turbocompresseur (dit « turbo », en langage courant) est l'un des trois principaux systèmes connus de suralimentation généralement employés sur les moteurs à combustion et explosion (essence ou diesel), destinés à augmenter la puissance volumique — les deux autres étant le compresseur mécanique et l'injection gazeuse.
Le rôle du turbocompresseur est d'augmenter le taux de dioxygène (O2) dans chaque cylindre en comprimant l'air d'admission.
Le principe est d'augmenter la pression des gaz admis, permettant un meilleur remplissage des cylindres en mélange air/carburant, permettant soit d'augmenter la puissance d'un moteur atmosphérique soit de réduire la consommation avec un moteur de plus faible cylindrée.
Ce type de compresseur est entraîné par une turbine (d'où son nom) animée par la vitesse des gaz d'échappement sortant du bloc-moteur, qui cèdent une partie de leur énergie cinétique pour faire tourner la turbine, sans consommer de puissance sur l'arbre moteur.
Le turbocompresseur peut être jumelé à d'autres turbos afin d'augmenter la puissance voulue. Cette architecture est nommée « biturbo » lorsqu'un est ajouté, ou encore « quadriturbo » lorsque 4 sont présents au total.

## Histoire

### XXesiècle
Le principe de la suralimentation des moteurs à combustion et explosion a été proposé dès les premiers développements de ces moteurs. Louis Renault dépose en 1902 un brevet sur le principe de suralimentation par ventilateur ou compresseur, qu'il utilise en compétition, mais qui n'est pas encore défini comme un turbocompresseur.

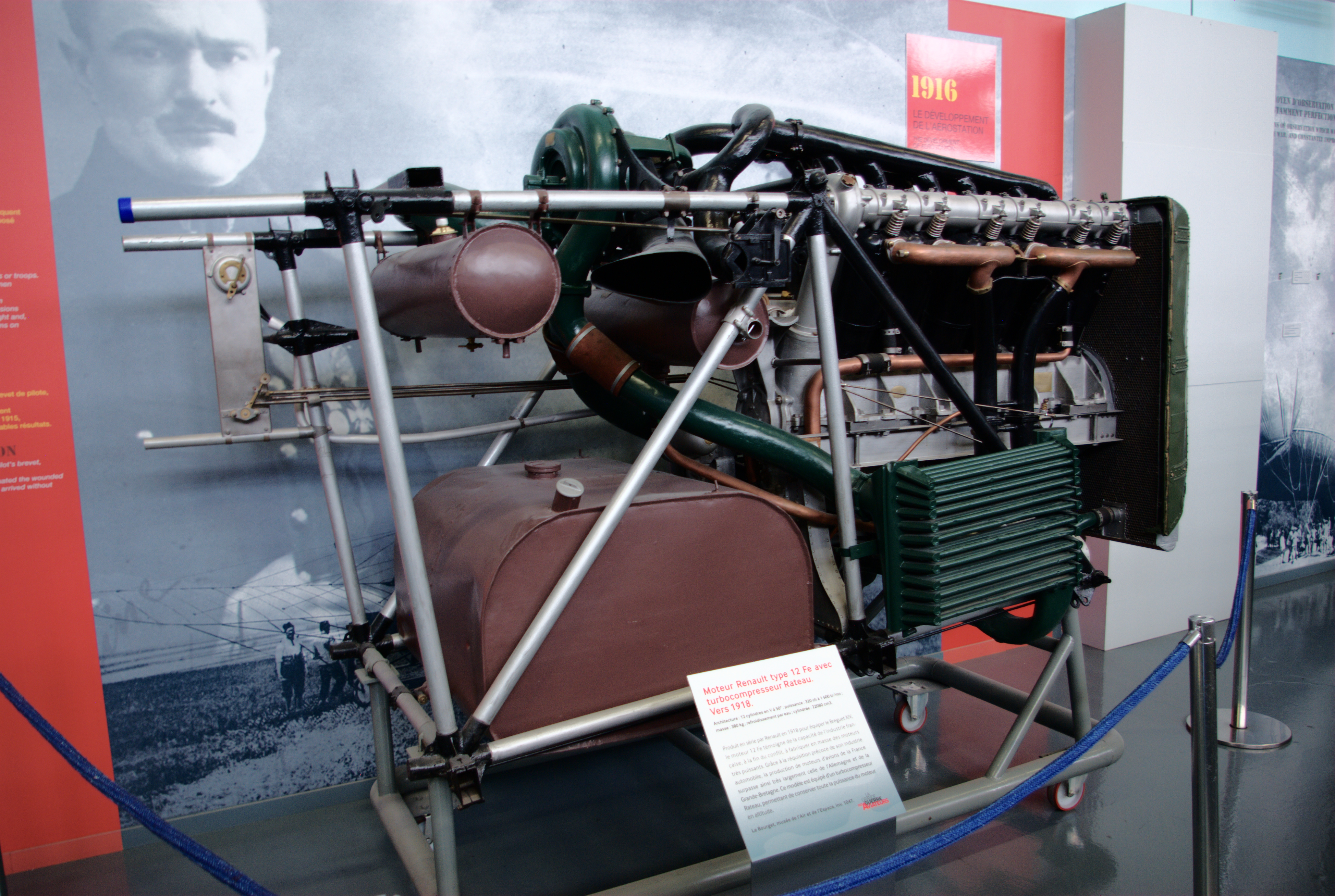
Moteur Renault 12 Fe équipé d'un turbocompresseur Rateau exposé au musée de l'Air et de l'Espace

Le 13 novembre 1905, le brevet du principe du turbocompresseur est concédé à l'ingénieur suisse Alfred Büchi par la Deutsches Reichspatent (DRP) et le 16 novembre 1905, un autre pour son application au moteur à explosion. Il s'agissait d'un compresseur centrifuge entraîné cette fois par les gaz d'échappement. 
Une des premières applications a été l'adaptation par l'ingénieur Auguste Rateau du turbocompresseur sur le moteur Renault 12 Fe, un V12 de 320 ch équipant l'avion de reconnaissance Breguet XIV A2 pendant la Première Guerre mondiale.
On a assisté à un développement important du turbocompresseur lors de la Seconde Guerre mondiale où le « turbo » a été l'une des solutions (avec le compresseur mécanique et les dispositifs de surpuissance) permettant à des avions dotés de moteurs à piston de voler à haute altitude. En effet, l'air devenant plus rare à partir de 3 000 à 4 000 mètres, un moteur atmosphérique perd de la puissance et « cale » du fait du peu d'oxygène contenu dans l'air.
En 1962, la Oldsmobile F-85 Turbo Jetfire fut la première version commerciale d'un moteur suralimenté par turbocompresseur. Ce moteur était le Turbo-Rocket, un moteur V8 doté d'un turbocompresseur de petit diamètre Garrett T5.
La technique de suralimentation est très souvent appliquée aux moteurs des automobiles de course. En Formule 1 par exemple, elle a révolutionné la motorisation à partir de 1977 avec Renault et remporté de nombreux succès avant d'être interdite en 1989. La saison 2014 du championnat voit son retour dans la discipline, avec un moteur V6 de 1 600 cm3 turbocompressé.
Outre le phénomène de mode lancé principalement par Renault dans les années 1980[réf. nécessaire] (R5 Turbo, Alpine turbo, R5 GT Turbo, etc.), une autre apparition prouvera que le turbo ne sert pas qu'à « gonfler des petites voitures légères à moindre coût ».

### XXIesiècle
Au XXIe siècle, ce principe est largement répandu sur les moteurs Diesel modernes et, dans une moindre mesure, sur les moteurs à essence du fait des risques d'auto-allumage lorsque la pression du mélange air-essence augmente. Cependant le meilleur contrôle de l'injection et de l'allumage a permis de concevoir des moteurs à essence turbocompressés entre autres dans le cadre du downsizing.

## Fonctionnement

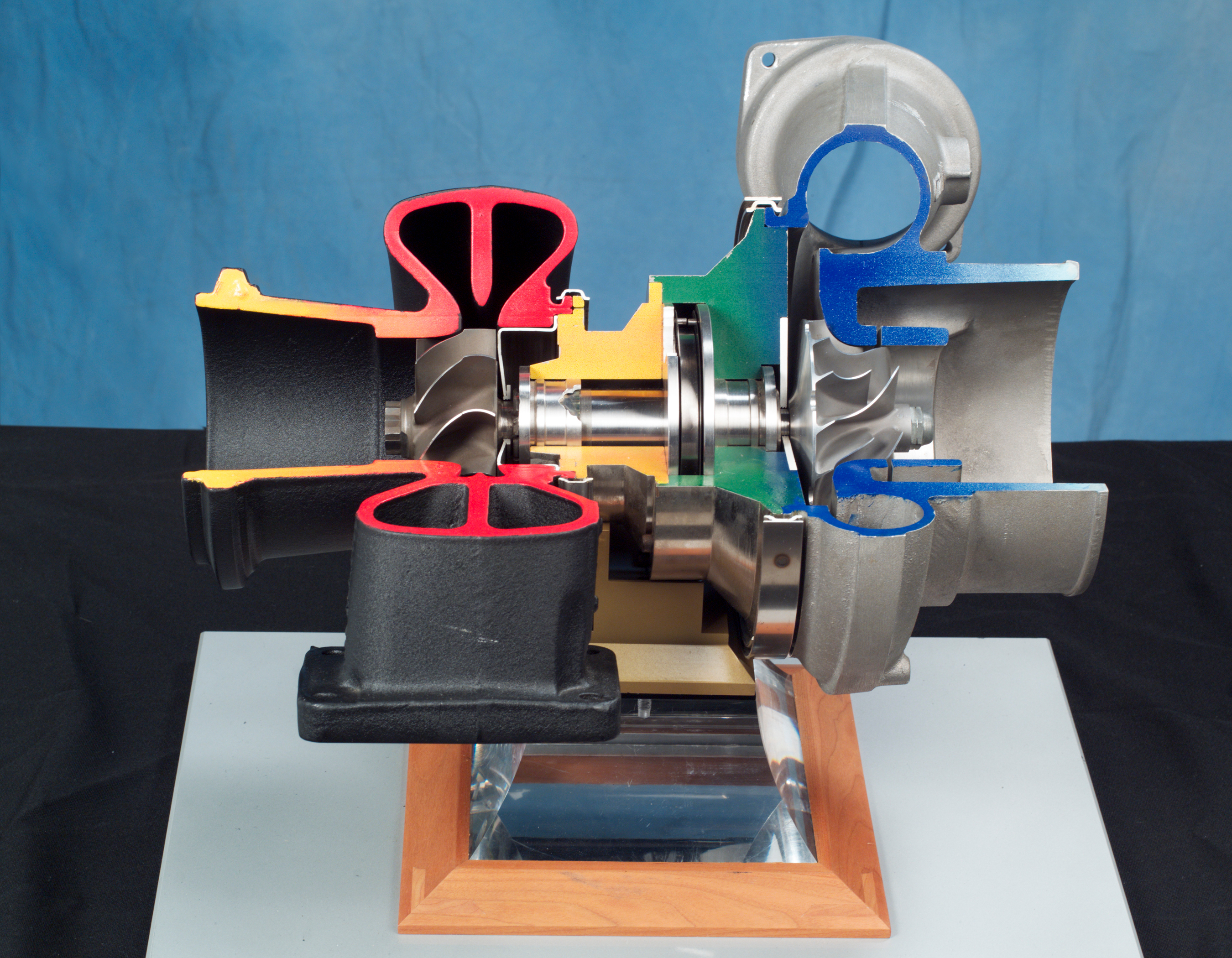
Turbocompresseur en coupe, avec illustration des différentes parties et températures par couleurs.

Le rendement d'un moteur à pistons est fonction de son rapport volumétrique, le taux de compression à l'intérieur du cylindre. Plus il est élevé, meilleur est le rendement.
La limite, pour un moteur à essence, est liée au risque d'auto-allumage (ou de cliquetis), qui, au-delà d'une certaine pression, entraîne une chute des rendements. Un moteur à essence turbocompressé est généralement conçu avec un rapport volumétrique inférieur à 10⁄1, mais certains bloc-moteurs descendent même en dessous de 7⁄1 pour les blocs prévus pour des rendements supérieurs à 100 ch/L et des pressions de suralimentation au-delà de 1 bar de pression relative. Le rendement optimal pour un concepteur de moteur suralimenté serait d'obtenir un rapport volumétrique élevé avec une pression de suralimentation également élevée, pour éviter au maximum de pénaliser les régimes inférieurs à la charge positive du turbocompresseur, chose difficilement réalisable à cause des carburants actuels ainsi que du cliquetis, le seuil de ce dernier pouvant néanmoins être détecté et traité grâce aux avancées technologiques des calculateurs embarqués.
Une turbine placée dans le flux des gaz d'échappement sortant du moteur est entraînée à grande vitesse (partie rouge sur la photo). Elle est reliée par un arbre à un compresseur placé dans le conduit d'admission du moteur (partie bleue). Ce compresseur de type centrifuge aspire et comprime l'air ambiant, l'envoie dans les cylindres, en passant éventuellement par un échangeur air/air (en anglais intercooler), ou plus rarement air/eau pour le refroidir, pour les trois raisons suivantes :
1. la compression échauffe les gaz et la température de ces gaz est aussi l'un des principaux facteurs entraînant l'auto-allumage ;
2. un gaz chaud étant moins dense qu'un gaz froid, il contient moins de molécules d'oxygène à volume identique[d]. On pourra donc brûler moins de carburant et les gains liés au turbo seront moindres[d] ;
3. le rendement d'un moteur dépend en partie de la différence de température entre celle de l'air entrant et celle des gaz d'échappement. Plus la différence entre ces températures sera élevée, meilleures seront les performances du moteur. Une augmentation de la température d'admission dégrade donc le rendement moteur[d].

Le fait d'envoyer l'air comprimé dans les cylindres permet d'améliorer le remplissage de ces derniers qui, sinon, se remplissent par la dépression créée par le piston qui descend, et permet donc d'augmenter sensiblement la quantité du mélange air/carburant, ce qui permet d'améliorer la puissance volumique et d'obtenir la même puissance qu'un moteur de cylindrée supérieure, tout en réduisant les pertes mécaniques liées aux grandes cylindrées.
Les considérations écologiques grandissantes font qu'on assiste de plus en plus à un phénomène de « downsizing » dans la conception des moteurs automobiles par les grands constructeurs. Le principe vise à réduire les émissions polluantes et la consommation en diminuant la cylindrée des moteurs. Un moteur de faible cylindrée étant forcément moins puissant, on compense cette perte avec le turbocompresseur.

## Avantages et inconvénients
Avantages :

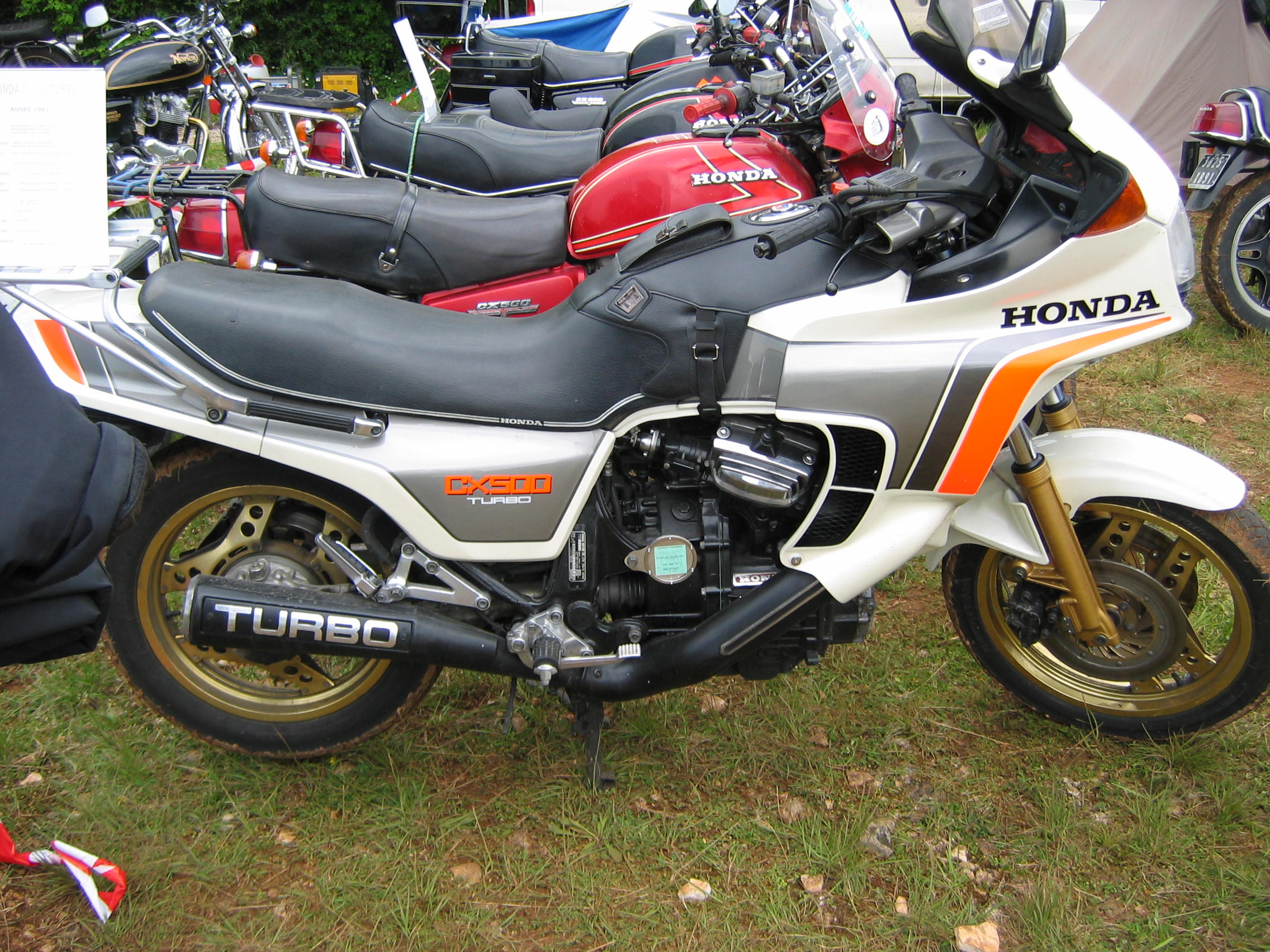
La Honda CX 500 turbo, une des seules motos à turbocompresseur commercialisées.

- Un turbocompresseur est plus compact, plus léger, et plus facile à installer qu'un compresseur classique entraîné par l'arbre de sortie moteur ;
- Il exploite l'énergie cinétique des gaz d'échappement (vouée à être dissipée) pour comprimer les gaz d'admission, au lieu de prélever une part de l'énergie du moteur comme le fait un compresseur mécanique.

Inconvénients :
- l'énergie utilisée par le turbo n'est pas totalement gratuite, car il gêne le passage des gaz d'échappement en sortie des cylindres ;
- Le turbo perd nécessairement de son utilité à haut régime car une « vanne de décharge » (en anglais, waste gate) s'ouvre pour préserver le moteur d'une trop forte pression. Seuls certains moteurs conçus pour tourner longtemps à très haut régime (tels que ceux équipant les F1 de 2014 et après) conservent réellement une efficacité significative à haut régime.
- Un turbocompresseur « classique » n'est efficace qu'au-delà d'un certain régime moteur appelé "régime d'accrochage", contrairement au compresseur mécanique dont l'efficacité commence dès les plus bas régimes mais est moins efficace à hauts régimes ;
- Lors d'un « coup d'accélérateur", le turbocompresseur a un temps de réponse du fait de son inertie, laps de temps où le débit de gaz d'échappement ne suffit pas encore à faire accélérer et tourner la turbine du turbocompresseur au régime idéal. En jargon automobile, on parle fréquemment de décalage (lag, en anglais). Cet inconvénient est presque absent avec les compresseurs mécaniques. En course automobile, dans les années 1980, certaines voitures ayant des moteurs de faible cylindrée avec des turbos très gros avaient un lag tellement important qu'il n'était pas rare que le pilote appuie déjà sur l'accélérateur avant-même d'avoir commencé à rentrer dans son virage, afin que le turbo ait le temps de se relancer durant le passage de la courbe. Cette pratique obligeait alors le pilote à freiner du pied gauche, tout en maintenant le moteur en régime avec le pied droit sur l'accélérateur.

Les deux derniers inconvénients cités sont quasi résolus avec les turbocompresseurs modernes, dits « à géométrie variable », plus efficaces à bas régimes[réf. nécessaire].

## Applications particulières

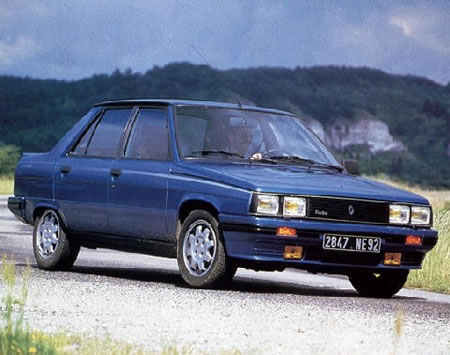
Renault 9 Turbo : une voiture sportive des années 1980.

Le principal problème d'un turbocompresseur étant son délai d'entrée en action, dû à l'inertie de sa roue de turbine, il existe beaucoup de voitures sportives dotées de moteurs « bi-turbo » (ou "twin-turbo" séquentiel), équipées d'un petit turbocompresseur pour charger l'admission dans les bas régimes, ensuite relayé par un plus gros pour remplir les cylindres, une fois le moteur dans les tours. L'avantage de ce type de montage est la quasi-absence de temps de réponse et l'absence d'à-coups sur la transmission causés par la mise en pression d'un seul gros turbocompresseur, la plage de couple étant répartie plus uniformément. Mais ce système prend plus de place dans le compartiment moteur et nécessite un entretien sérieux pour rester fiable dans le temps. Ce montage dit « séquentiel » équipe la Mazda RX-7 FD3S ou encore la Porsche 959. Il existe aussi un système bi-turbo plus classique, comme celui de la Nissan 300ZX Z32 et son moteur V6 24S, sur lequel chaque turbo suralimente un banc de trois cylindres uniquement, les turbos étant montés de part et d'autre du V6. Ce montage est très répandu sur les moteurs en V. À noter que d'autres constructeurs, comme BMW, ont recours à ce principe mais en installant les turbos à l'intérieur du V, l'admission étant à l'extérieur.
Depuis leur installation sur des moteurs diesel en 1997 et un peu avant pour les moteurs à essence, certains turbocompresseurs sont dits « à géométrie variable ». Cette solution permet un comportement beaucoup plus linéaire du moteur et une réponse du turbocompresseur dès 1 500 tr/min au lieu d'une réponse souvent entre 3 et 4 000 tr/min sur les turbocompresseurs classiques (valeurs très variables cela dit, en fonction du nombre de cylindres, qu'il s'agit d'un moteur diesel ou essence, etc) . Par exemple, des voitures telles que la Peugeot 205 Turbo 16 de série ou la Ferrari F40 sont réputées « creuses » à bas régime, l'augmentation de la puissance mécanique étant brutale, passé un certain régime moteur. Autre exemple inverse, les Porsche 911 Turbo type 997 (à partir de 2006) équipées de la géométrie variable voient la puissance développée par le moteur être beaucoup plus linéaire, rendant la conduite du véhicule plus souple sur une plus grande plage de régimes. Les turbocompresseurs des moteurs diesel et essence récents sont montés à proximité du moteur afin que le trajet des gaz d'échappement et de l'air comprimé soit aussi court que possible et améliorer encore la réactivité du turbocompresseur. Certains montages le placent sur le bloc moteur.
La  très iconique Peugeot 405 T16 de série fut l'une des premières voitures équipées de série d'un turbocompresseur à géométrie variable en octobre 1992 (Turbocompresseur Garrett VAT 25, pour "Variable Area Turbine"). Cette nouvelle turbomachine était dotée d'une "langue" métallique pilotée par le calculateur de gestion moteur: en fonction de l'angle d'inclinaison qui lui était donné, le débit des gaz d'échappement était orienté avec plus ou moins de vitesse sur les ailettes du turbo. À bas régimes, la "langue" était refermée, permettant ainsi aux gaz d'échappement une plus grande vitesse et d'entrainer le turbo à plus grand régime. À mesure de l'augmentation du débit des gaz d'échappement, cette "langue" s'ouvrait de plus en plus pour permettre l'évacuation des gaz, le turbo fonctionnait donc par la suite comme un turbo classique une fois ladite langue complètement ouverte. Cette configuration permettait une plus grande souplesse du moteur aux bas régimes. La gestion électronique de la "position de la langue" et de l'ouverture de la soupape de décharge permettait non-seulement un couple moteur supérieur aux bas régimes, mais aussi d'obtenir des courbes de couples et de puissance moteur "plates" par la suite. 
Ce dispositif novateur pour l'époque équipait un très éprouvé moteur  de la famille XU, de 1998cc à double arbres à cames en tête et 16 soupapes. La greffe de ce turbocompresseur VAT 25 sur ce bloc-moteur permettait d'obtenir des valeurs de puissance et de couple de respectivement 147 kW / 300 Nm pour une pression de suralimentation de 1,1 bar, et de 160 KW / 320 Nm pour 1,3 bar (limité à 45s). La mise au point de ce moteur avait nécessité à l'époque de revoir totalement le circuit de refroidissement du moteur, le refroidissement de l'air de suralimentation était quant à lui assuré par un échangeur de température de type "air/eau". Pour l'époque et outre l'innovation technologique du moteur ainsi doté, cette voiture de série était assez exceptionnelle. 

### Précautions d'emploi
Un turbocompresseur est soumis principalement à deux contraintes : la friction de l'axe de turbine et la température des gaz d'échappement.
Afin de préserver cet élément de l'usure et le refroidir, le turbocompresseur partage avec le moteur le même système de lubrification par huile. Cette caractéristique a pour inconvénient de stopper la lubrification du turbocompresseur lors de l'arrêt du moteur, car la pompe à huile n'étant plus entraînée. Si le turbocompresseur est entrainé haut en régime et que le moteur est subitement arrêté, son axe n'est plus ni lubrifié ni refroidi et l'huile alors présente entre l'axe et le palier de turbine chauffe trop, il se crée alors un résidu néfaste, composé de corps solides très abrasifs qui va user l'ensemble bagues/axe et induire un jeu excessif à la longue (on parle de « cokéfaction » de l'huile ainsi carbonisée par la température). Pour prévenir ces avaries, il convient d'utiliser le moteur à des régimes et charges plus basses dans les minutes qui précèdent son arrêt, afin de réduire les températures à la fois du turbocompresseur et de l'huile moteur. Contrairement à ce qui est communément véhiculé à ce sujet, il est inutile de laisser le moteur au ralenti plusieurs minutes avant son arrêt, le turbocompresseur revenant rapidement à son régime de rotation associé au ralenti du moteur. C'est davantage une température excessive de l'ensemble turbo/huile de graissage qui est à redouter, plus qu'une absence de lubrification sous pression. La précaution d'un retour progressif à des températures plus acceptables pour les ensembles lubrifiés  sont aussi valables pour tous les moteurs, même atmosphériques, ou pour les freins s'ils viennent d'être fortement sollicités.  Il existe un équipement de seconde monte pouvant être installé par un spécialiste en accessoires automobiles : un turbo timer, qui aura pour charge de stopper le moteur une fois le turbo convenablement refroidi seulement, même si le contact est coupé à la clef. Un autre système existe également et consiste à la mise en action d'une petite pompe à eau dédiée au refroidissement des paliers du turbo après l'arrêt du moteur. Celle-ci est présente notamment sur la Peugeot 405 T16 (version série) dès 1992, ainsi que sur la Renault 21 2 L Turbo ou plus récemment sur les véhicules équipés du moteur PSA/BMW d'1,6 L des petites sportives comme la Mini Cooper S, ou la Peugeot 207 RC.
Certains modèles possèdent la particularité de faire reposer leur axe sur des roulements à billes, ceci permettant une plus grande fiabilité dans le temps.

### Risques
Une panne du turbocompresseur entraînant une hausse de la température du moteur peut causer l'incendie d'un véhicule.

## Autre signification
Un turbocompresseur est un compresseur, centrifuge ou axial, entraîné par une turbine alimentée soit par de la vapeur (turbine vapeur), soit par un autre gaz (turbine à gaz), soit par la détente d'un gaz (turbine de détente).

## Vitesse du turbocompresseur
Un turbocompresseur peut atteindre une vitesse de rotation d'environ 250 000 tr/min mais son régime moyen se situe entre 100 000 et 200 000 tr/min[réf. souhaitée]. À l'heure actuelle, la plus grande vitesse atteinte est de 280 000 tr/min dans une Smart Diesel.
L'accélération centrifuge subie par la périphérie des deux roues à ailettes du turbo dépasse généralement les 100 000 g,. Cette accélération engendre des contraintes importantes qui nécessitent une fabrication rigoureuse de ces deux éléments, dont l'usinage et l'équilibrage doivent respecter des tolérances précises (un déséquilibre infime peut suffire à rendre l'ensemble inopérant).